# Sturzgeburt
Sturzgeburt ist ein Begriff der Rechtsmedizin. Er bezeichnet das Stürzen des Kindes aus dem Geburtskanal der Mutter. Wichtig ist gegebenenfalls die Klärung der Frage, ob ein Neugeborenes durch die Folgen einer Sturzgeburt verletzt worden bzw. daran gestorben sein kann oder aber an den Folgen von Misshandlungen durch die Mutter oder Dritte.
Eine Sturzgeburt kann auch im Zusammenhang mit einer überstürzten Geburt auftreten, die Begriffe sind aber nicht synonym.